# Lansettkägelbi
Lansettkägelbi (Coelioxys lanceolata) är en biart som beskrevs av Nylander 1852. Lansettkägelbi ingår i släktet kägelbin och familjen buksamlarbin. Inga underarter finns listade.

## Beskrivning
Lansettkägelbiet är ett övervägande svart bi med ljus päls på mellankroppens sidor, och ljusa, täta pälsband i slutet på tergit 2 till 4. Som hos alla kägelbin smalnar honans bakkropp av i en lång spets, medan hanen har sex kraftiga, bakåtriktade taggar på bakkroppsspetsen. Arten har fått sitt svenska trivialnamn på grund av att den sista sterniten hos honan är brett utdragen till en lansettliknande form. Honan blir 10 till 12 mm lång, hanen 11 till 12 mm.

## Ekologi
Arten är en boparasit hos vialtapetserarbi (Megachile nigriventris), larven lever i värdartens bon där den livnär sig av det insamlade matförrådet efter det den dödat värdägget eller -larven. Habitatvalen följer värdarten, som hagar, öppna skogar, skogsbryn och -gläntor, grustag, vägkanter och åkerrenar,, buskskogar samt tundra, alla med rikedom på blommande växter. Den kan även förekomma på havsstränder beväxta med strandvial. Arten samlar ju inte pollen, det förtärs endast av larverna, men nektar hämtas från strävbladiga växter, ärtväxter (som bland annat den ovannämnda strandvialen och gulvicker), kransblommiga växter, dunörtsväxter och rosväxter.

## Utbredning
Utbredningsområdet sträcker sig från Pyrenéerna till Centraleuropa och Nordeuropa samt vidare österut genom Ryssland till Kamtjatka.
I Sverige, där arten är påtagligt sällsynt, har den observerats från Småland till Lycksele lappmark, men sedan 1800-talet har observationerna varit mycket spridda. I Västergötland, Jämtland och Lycksele lappmark betraktas den som lokalt utdöd.
I Finland förekommer arten sällsynt i den södra halvan av landet, från Egentliga Finland, Nyland och Södra Karelen till Mellersta Finland, Norra Savolax (där den inte har observerats sedan 1940-talet) och Norra Karelen.

## Status
Arten är rödlistad som nära hotad (NT) i Sverige och sårbar (VU) i Finland.